# Таклобан
Таклобан (на тагалог: Lungsod ng Tacloban) е пристанищен град във Филипините. Отдалечен е на приблизително 580 километра югозападно от столицата Манила. Център е на провинция Лейте, както и регионален център на Източен Висаяс. Населението на града е 861 799 (2015 г.).